# 北大刀屻
北大刀屻（英語：Pak Tai To Yan），亦作北大刀岃，位於香港新界北部林村郊野公園內，是大刀屻的副峰，高約480米，山體跨越元朗區、大埔區和北區。

## 名稱
北大刀屻南接大刀屻，兩山山脊兩側都是懸崖或斜坡，形狀像刀刃向上的一張刀，故得其名。昔日因為鄉音造成的誤解，北大刀屻又被稱為北大頭羊。北大刀屻山頂設有地政總署測繪處的三角網測站，編號416。
北大刀屻山體廣闊，在林村、粉嶺和上水一帶都清晰可見，但周邊大部分地方都只能看見山體其中一部分，故山體的不同部分亦爲地方村民賦予多個名稱，其南坡山腳近林錦公路迴旋處一帶的山丘和山坡稱爲「牛牯嶺」，牛牯嶺西南方約220米高的山峰稱爲「矮崗」，山頂以東北坡因和合石墳場的關係也通稱「和合石」，浩園和景仰園一帶的山丘和山腳部分在傳統上則被稱爲「畫眉山」。

## 地理
北大刀屻山頂以東的北坡在1950年被闢建爲和合石墳場，逐漸發展成全香港規模最大的墳場，並築有馬路從和合石村延伸至約380米高的山脊線上，不過遊人多有避諱，會選擇取道北面的箕勒仔而不涉足墳場範圍。北大刀屻南坡亦有早年由駐港英軍修築的軍用道路，從林村谷愛丁堡公爵訓練營一直攀升至360米高的山坡上，道路的終點與和合石墳場道路十分接近，但不連通，該道路曾荒廢多年，近年經修葺後改作郊遊用途，命名爲「牛牯嶺行山徑」。

## 註腳
1. ↑   (PDF). 地政總署測繪處. 5月17日  [2017-10-16]. （原始内容存档 (PDF)于2013-03-14）.
2. ↑  .   [2017-10-16]. （原始内容存档于2017-10-16）.